# François Séguin
Pour les articles homonymes, voir Séguin.
François Séguin est un chef décorateur, directeur artistique et scénographe canadien,.

## Récompenses et distinctions
- Prix Génie 1986 de la meilleure direction artistique - Night Magic - Nommé
- Prix Génie 1987 de la meilleure réalisation en direction artistique/conception de production - Exit - Nommé
- Prix Génie 1988 de la meilleure réalisation en direction artistique/conception de production - Marie s'en va-t-en ville - Nommé
- Prix Génie 1990 pour la meilleure réalisation en direction artistique/conception de production - Jésus de Montréal - Lauréat
- Prix Génie 1992 de la meilleure réalisation en direction artistique/conception de production - Être chez soi avec Claude - Nommé
- Prix Génie 1992 de la meilleure réalisation en direction artistique/conception de production - Léolo - Nommé
- Prix Génie 1992 de la meilleure direction artistique/conception de production - La Sarrasine - Nommé
- Prix Gemini 1996 de la meilleure conception de production ou direction artistique - Million Dollar Babies - Nommé
- Prix Jutra 1999 de la meilleure direction artistique - Le Violon rouge - Lauréat (partagé avec Renée April )
- Prix Génie 1999 de la meilleure réalisation en direction artistique/conception de production - Le Violon rouge - Lauréat
- Prix Génie 2000 de la meilleure réalisation en direction artistique/conception de production - Souvenirs intimes - Lauréat
- Prix Génie 2001 de la meilleure réalisation en direction artistique/conception de production - Possible Worlds - Lauréat (partagé avec Daniéle Rouleau )
- Prix Génie 2003 de la meilleure réalisation en direction artistique/conception de production - Come l'America - Lauréat
- Prix d'équipe de la Guilde canadienne des réalisateurs 2004 - Les Invasions barbares - Lauréat (partagé avec Denys Arcand, Hélène Grimard, Caroline Alder, Christian Fluet )
- Prix DGA Craft 2004 de la Guilde canadienne des réalisateurs pour une réalisation exceptionnelle en conception de production - Long métrage - Les Invasions barbares - Nommé
- Prix Génie 2007 de la meilleure direction artistique/conception de production - La Rage de l'ange - Nommé

## Crédit d'auteurs
- (en) Cet article est partiellement ou en totalité issu de l’article de Wikipédia en anglais intitulé « François Séguin » (voir la liste des auteurs).